# 2013 TE187
2013 TE187 est un objet transneptunien de magnitude absolue 6,6 faisant partie des cubewanos, découvert en 2013.

## Caractéristiques
2013 TE187 mesure environ 160 km de diamètre.